# غاودول
غاودول هي قرية في مقاطعة خلخال، إيران. عدد سكان هذه القرية هو 100 في سنة 2006.